# جابرييل جارثيا مورينو
جابرييل جارثيا مورينو (بالإسبانية: Gabriel García Moreno) رجل دولة ومحامي وسياسي وكاتب إكوادوري، وُلد في غواياكيل في الإكوادور في 24 ديسمبر عام 1821. حكم الإكوادور فترتين: الأولي من 17 يناير عام 1861 حتى 30 أغسطس عام 1865؛ والثانية في الفترة من 10 أغسطس عام 1869 حتى 6 أغسطس عام 1875. وتُوفي في كيتو في 6 أغسطس عام 1875.

## روابط خارجية
- جابرييل جارثيا مورينو على موقع الموسوعة البريطانية (الإنجليزية)

## المناخ الاقتصادي في الإكوادور
تولى جارثيا مورينو رئاسة دولةٍ تعاني من خزينةٍ خاويةٍ وديونٍ هائلة. وللتغلب على هذا الوضع، فرض على الحكومة سياسةً اقتصاديةً صارمةً، وألغى العديد من المناصب، بالإضافة إلى استئصال الفساد الذي كان يستنزف أموال الضرائب. ونتيجةً لذلك، تمكّن من توفير المزيد للإكوادوريين بتكلفةٍ أقل، مما حسّن الوضع المالي للبلاد وجذب الاستثمارات الأجنبية.